# Monroe County (Tennessee)
 For alternative betydninger, se Monroe County. (Se også artikler, som begynder med Monroe County)
Monroe County er et county i den amerikanske delstat Tennessee. Monroe County ligger i den østlige del af delstaten og grænser op mod Loudon County i nord, Blount County i nordøst, de to North Carolina-counties Graham i øst og Cherokee i sydøst, Polk County i sydvest og McMinn County i vest.
Monroe Countys totale areal er 1.691 km², hvoraf 44 km² er vand. I 2015 havde countiet 45.771 indbyggere; det administrative centrum er Madisonville. Countiet er blevet opkaldt efter James Monroe. 

## Historie
I 1700-tallet lå der cherokee-byer og landsbyer spredt langs floderne Little Tennessee og Tellico på det område, der nu er Monroe County. Blandt disse bosteder var Chota, Tanasi (der har givet navn til staten) og Great Tellico, der hver på et eller andet tidspunkt var hovedbyen for cherokeserne. Andre cherokee-byer var Citico, Toqua, Tomotley, Mialoquo, Chilhowee og Tallassee. Udgravninger ved Citico giver anledning til at tro, at området var beboet i tusindvis af år før europæernes kolonisering. Genstande fundet under udgravningen ved Icehouse Bottom i nærheden af Vonore kan dateres så langt tilbage som 7500 f.v.t. i urtiden.
I 1756 opførte briterne Fort Loudoun som led i en aftale med cherokeserne. Efter forværringen af forholdet mellem de to parter i 1760 belejrede cherokeserne fortet og dræbte de fleste af de udstationerede soldater og andre beboere.
Monroe County blev oprettet i 1819 efter underskrivelsen af Calhoun-aftalen, i hvilken cherokeserne opgav kravet på det jordområde, der strakte sig fra Little Tennessee og sydpå til Hiwassee-floden. Countyet fik navn efter præsident James Monroe.
Nogle af Tennessees første guldminer fandtes i Monroe County. Der blev vasket guld i Coker Creek i begyndelsen af 1830'erne.
Monroe County var et af de få counties i det østlige Tennessee, der gik ind for løsrivelse ved borgerkrigens udbrud. 8. juni 1861 stemte countiet for Tennessees løsrivelsesbekendtgørelse med stemmerne 1.096 mod 774.
I begyndelsen af 1900-tallet foretog Babcock Lumber Corporation omfattende skovhugst i Tellico Plains-området. I samme periode påbegyndte Aluminium Company of America bygningen af en serie dæmninger på Little Tennessee-floden for at producere el til deres aluminiumsfremstilling i byen Alcoa i nærheden af floden. Anlæggelsen af Tellico Dam af Tennessee Valley Authority i 1970'erne mødte kraftig modstand fra kristne grupper i Monroe, men har vist sig at skabe nye økonomiske og rekreative muligheder.

## Geografi
Unicoi-bjergene, en del af Blue Ridge Mountains, dominerer landskabet i den sydøstlige del af countiet. Toppene af disse bjerge udgør grænsen mod nabocountierne i North Carolina, Graham og Cherokee. Little Tennessee-floden flyder langs Monroes grænse i nordvest mod Blount County. På denne del af floden findes tre kunstige søer, Tellico, Chilhowee og Calderwood. Bifloden til Little Tennessee, Tellico, afvander meget af den sydvestlige del af countiet. Floden Bald med et naturskønt vandfald er biflod til Tellico. Sweetwater Creek, der er en anden biflod til Little Tennessee, afvander en del af det nordlige Monroe. 
Blandt de beskyttede områder, der helt eller delvist ligger i Monroe, kan nævnes Cherokee National Forest og Cherohala Skyway med de mange udsigtspunkter; Craighead-hulerne indeholder den største underjordiske sø i Nordamerika, The Lost Sea.